# Владімір Лібовицький
Владімір Лібовицький, чеськ. Vladimír Libovický (нар. 10 листопада 1906 — пом. 18 грудня 1984) — балетмейстер, режисер і хореограф Народився в селі Новини Чеські (нинішній Млинівський район Рівненської області).

## Життєпис
1923 року вступив до щойно відкритої школи танців Авраменка в Рівному. 1924 року по наказу батька поступає в сільськогосподарський технікум Великих Опатовіц.
1928 року Лібовицький втікає з технікуму до Праги і поступає до вищої балетної школи Єлизавети Никольської. З 2 курсу регулярно виступає на сценах празьких театрів. Після закінчення навчання 1934 року стає солістом балетної трупи Словацького національного театру в Братиславі.
1937 року приймає посаду художнього керівника та директора Ужгородського театру. За рік підняв театр, вистави викликали незадоволення москвофільського кооперативного товариства, яке фінансувало театр. Кооператори без відома звільнили з роботи всіх акторів-українців, Лібовицький на знак протесту покидає роботу та засновує в Ужгороді приватну балетну школу. Знявся у фільмі «Полонинське кохання».
Після зайняття Ужгорода в листопаді 1938 року угорці закривають школу, Лібовицький переселяється в Хуст, починає працювати хореографом театру «Нова сцена», директором якого був Юрій Шерегій. У грудні після смерті М. Аркаса Лібовицький стає головним режисером. В січні 1939 року були гастролі театру «Нова сцена» в містах Карпатської України — Ясіні, Рахові, Великому Бичкові, у складі творчого колективу працювали 30 акторів. По окупації Карпатської України переїздить до Праги, звідти в Швейцарію та Англію, де вступає в ряди Чехословацької армії.
До Праги повернувся в 1945 року, у кінці 1946 року його призначають хореографом новоствореного Армійського художнього ансамблю Віта Неєдлого. 1954 року обійняв посаду хореографа оперетної групи Пряшівського українського національного театру (УНТ). 1956 року на основі УНТ створено Піддуклянський український народний ансамбль, Лібовицького запрошено хореографом.
Проте партійні функціонери не пробачили Лібовицькому Карпатської України, співпрацю з Августином Волошиним та службу в «західній» Чехословацькій армії, хореограф змушено відходить на пенсію. 20 років проживає самотиною в селі Псари, 1976 року переїздить до Праги. Помер в Празі на самоті.